# Důl Oskar (Petřkovice)
Důl Oskar  (později též Petershoffen V a VI / Masaryk II / Lidice) byl černouhelným dolem u západního okraje obce Petřkovice.

## Historie
Důl Oskar (Petershoffen V a VI (Petřkovice V a VI) / Masaryk II / Lidice) byl založen v roce 1891 u západního okraje obce Petřkovice (do roku 1900 katastrální úřad Ludgeřovice). Důl byl založen Albertem sv. p. Rothschildem v důlních polích zaniklých mělkých dolů na dědičných štolách Bohatá a František. Výstavba začala 1. června 1891 hloubením větrní jámy č. 2, která byla vyhloubena do 100 m. V následujícím roce bylo započato s hloubením těžní jámy č. 1. Od roku 1894 se stal spolu s dolem Anselm / Eduard Urx součástí Vítkovických kamenouhelných dolů (VKD) s ředitelstvím v Moravské Ostravě ve vlastnictví Vítkovického hutního a horního těžířstva (VHHT).
Důl Anselm od 4. února 1920 vykonával správu nad dolem Oskar a to i potom, kdy se osamostatnil. Po okupaci československého pohraničí v roce 1938 se stal spolu s dolem Anselm součástí německého záboru v majetku VHHT, i když byl v roce 1942 začleněn do nacistického koncernu Reichswerke Hermann Göring a byl přejmenován na Petershoffen V a VI. Od 1. května 1945 se vrátil zpět k původnímu jménu Oskar. V roce 1946 byl začleněn do národního podniku Ostravsko-karvinské uhelné doly Ostrava, jako důlní závod. 14. srpna 1945 byl přejmenován na důl Masaryk II, na paměť prvního prezidenta ČSR. 1. ledna 1952 byl důl pojmenován Lidice. 1. ledna 1954 byl důl Lidice připojen organizačně k dolu Eduard Urx a stal se jeho závodem číslo 2.
V roce 1961 bylo přistoupeno k realizaci společné rozsáhlé rekonstrukci dolů Eduard Urx (důl Anselm) v Ostravě Petřkovicích, Vítězný únor (důl František) v Ostravě Přívoze a Stachanov (důl Hubert) v Ostravě Hrušově, která byla dokončena v roce 1970. Proto byly tyto podniky 1. ledna 1964 sloučeny do jednoho podniku Důl Vítězný únor, n. p., dosavadní podnik Eduard Urx I se stal (s pobočným dolem Lidice) jeho závodem č. 2.
Provoz na dole Lidice byl ukončen v roce 1967 a ještě téhož toku byly obě jámy dolu Lidice likvidovány zasypáním odvalovým kamenem.

### Současný stav
Po stavební stránce představuje areál z režného zdiva s historizujícím architektonickým členěním ojedinělou kompozici důlního podniku využívající příhodnou konfiguraci terénu. Celá urbanistická koncepce byla vázána na pohledový koridor, jemuž dnes stojí v cestě velký důlní odval (halda). Středovou osu tvořila jámová budova, těžní věž a strojovna. Po obou stranách jámové budovy byly na terénní terase postaveny dva hmotově shodné objekty dílen a koupelen.
V rámci celostátní akce likvidace neefektivních provozů byla v roce 1967 ukončena těžba, odstraněna ocelová konstrukce těžní věže i provozní technické zařízení a ještě téhož roku byly obě jámy zasypány. Stavební objekty byly zachovány a využity pro provozovnu sběrných surovin (Vzdálená 2, Petřkovice).
V roce 1995 byl hlubinný důl Oskar prohlášen kulturní památkou Ministerstvem kultury ČR.

### Strojní a technické zařízení
V roce 1892 na jámě č. 1 byla vztyčena těžní věž o výšce 21,6 m, dodaná Vilémovou hutí z Altwasseru v Německu. Těžní stroj poháněl jednoválcový parní stroj s Kraftovým rozvodem o výkonu 1 000 HP. Od roku 1925 probíhala elektrifikace dolu, při které byl osazen nový těžní stroj o výkonu 3 000 HP z Vítkovických železáren s elektrickou části od firmy A.E.G. Union, Vídeň pro hloubku 700 m, výkon motoru 330/800 kW, 2 bubny o průměru 4000 mm, šířka bubnu 1200, lano ø 41,5 mm s ukládáním ve dvou vrstvách, dvou etážových klecích pro 2 vozy na etáž za sebou nebo 13 osob v etáži, rychlost při fárání s osádkou byla 6 m/s, rychlost při těžbě 10 m/s těžba. Těžní věž byla vysoká 26,1 m od ohlubně po střed lanovnic, lanovnice měly průměr 4000 mm.
Větrní jáma byla v roce 1896 vybavena ventilátorem Guibal Hasbach, který byl vyrobený v huti Donnersmarck (Donnersmarckhüte) v Zabrze v Horním Slezsku (sací výkon 69 m³/sekundu). Elektrickou část dodala firma Českomoravská Kolben, Praha.
V roce 1925 byl na větrní jámě instalován ventilátor Capel z roku 1924, vyrobený Vítkovickými železárnami (sací výkon 83 m³/sec.), s elektrickým pohonem od firmy Siemens Bratislava.
Původní lanové dráhy od roku 1882 vedly z jámy Anselm k jámě František v Přívoze a od jámy Oskar (po jejím vyhloubení) k nádraží v Přívoze. Po vybudování vlečky na jámu Anselm byla zrušena a v roce 1909 byla vybudována visutá lanová dráha na mateřský důl Anselm, se kterým měl důl Oskar společnou úpravnu uhlí. Nosné lano mělo průměr 45 mm a délku 1950 m, vzdálenost mezi železnými stožáry byla 35 až 85 m, rychlost 2 m/sekundu, maximální výkon 136 t/hodinu. Dle údajů z roku 1931 lano vyrobila firma Deichsel, Zabrze. Tažné lano mělo průměr 18 mm a délku 4500 m výrobcem firma Kablo - Kladno.
Železniční vlečka v majetku VKD byla postavena v létech 1907-1908, provoz zahájen v roce 1908 na úseku dlouhém 2,260 km se stoupáním 5,4 promile.
Čerpání důlní vody zabezpečovala v roce 1931 čerpadla umístěná na 1. patře (103 m), 3. patře (293 m) a 4. patře (373 m). Všechna čerpadla čerpala důlní vodu na povrch. Na 1. patře byla dvě odstředivá čerpadla firmy Královopolská strojírna, Brno z roku 1917 a firmy Weise & Sohn, Halle nad Salou, z roku 1915, na 3. patře dvě odstředivá čerpadla od firmy Strojírna Andritz z roku 1912 a 1924. Na 4. patře 2 čerpadla firmy Strojírna Andritz z roku 1925 a Maf. Schwartzkopf, Berlín z 1914.

### Těžba uhlí
Dobývaly se sloje petřkovických vrstev ostravského souvrství. V hloubce 100 m bylo vybudováno první patro. Do roku 1897 se dosáhlo hloubky 270 m. Druhé patro bylo založeno v hloubce 183 m, třetí v hloubce 292 m. Na počátku 1. světové války se v hloubení pokračovalo a ve 372 m bylo zbudováno původně provizorní 4. patro, které se později stalo definitivním. V roce 1917 dosáhla těžba uhlí objemu 294,9 tisíc tun ročně. V meziválečném období důl Oskar vykázoval těžbu 130 až 285 tisíc tun uhlí ročně. Nejvyšší těžby dosáhl v roce 1944 s objemem 307 tisíc tun uhlí za rok.
Důl Oskar těžil s vysokými náklady a musely se zdolávat mimořádně obtížné geologické podmínky. O jeho zastavení se uvažovalo už v průběhu 2. světové války i po válce. Ale potřeba uhlí v těchto obdobích zastavení těžby vylučovaly. Poslední vozík s uhlím byl slavnostně vyvezen 31. ledna 1967.
V roce 1898 došlo k velké havárii a k částečnému zatopení dolu, když 5. prosince došlo k průvalu povrchové vody po tektonickém pásmu petřkovické poruchy na hlavní východní překop na 1. patře.

### Údaje o dolu Oskar (Petřkovice).
| Název              | Druh jámy     | Založení | hloubka jámy v m | těžba       | vytěženo     | likvidace | dobývací pole v ha | poznámka                                       |
| ------------------ | ------------- | -------- | ---------------- | ----------- | ------------ | --------- | ------------------ | ---------------------------------------------- |
| Oskar 1 / Lidice 1 | těžní, vtažná | 1892     | 405,4            | 1896 - 1967 | [ pozn. 14 ] | 1967      | 950                | 2 jáma, 4 patra a podpatro, hloubka dolu 580 m |
| Oskar 2 / Lidice 2 | větrní        | 1891     | 191,0            | do 1870     |              | 1967      | 950                | 2 jáma, 4 patra a podpatro, hloubka dolu 580 m |

### Ubytování
Pro havíře byla postavena kolonie jámy Oskar severozápadně od jámy Oskar. V roce 2003 stály ještě 4 domy.